# Bougy-Villars
Bougy-Villars ist eine politische Gemeinde im Distrikt Morges des Kantons Waadt in der Schweiz.

## Geographie
Bougy-Villars liegt auf 548 m ü. M., oberhalb von Rolle, 11 km westsüdwestlich der Bezirkshauptstadt Morges (Luftlinie). Das Weinbauerndorf erstreckt sich inmitten der Rebhänge am Südhang der Waadtländer Côte, in aussichtsreicher Lage rund 170 m über dem Seespiegel des Genfersees.
Die Fläche des 1,8 km² grossen Gemeindegebiets umfasst einen Abschnitt der Waadtländer Côte. Der Gemeindeboden erstreckt sich vom Hangfuss nordwärts über die Rebhänge der Côte bis zum Aussichtspunkt Signal de Bougy (707 m ü. M.). In einem schmalen Zipfel reicht das Gebiet nach Nordwesten ins Quellgebiet des Armary bei der Hofsiedlung La Gingine. Auf der langgestreckten Höhe des Signal de Bougy wird mit 720 m ü. M. der höchste Punkt von Bougy-Villars erreicht. Von der Gemeindefläche entfielen 1997 19 % auf Siedlungen, 25 % auf Wald und Gehölze und 56 % auf Landwirtschaft.
Zu Bougy-Villars gehören einige Weingüter und Einzelhöfe. Nachbargemeinden von Bougy-Villars sind Aubonne, Féchy, Perroy, Mont-sur-Rolle und Essertines-sur-Rolle.

## Bevölkerung
Mit 514 Einwohnern (Stand 31. Dezember 2023) gehört Bougy-Villars zu den kleinen Gemeinden des Kantons Waadt. Von den Bewohnern sind 85,1 % französischsprachig, 8,1 % deutschsprachig und 2,7 % portugiesischsprachig (Stand 2000). Die Bevölkerungszahl von Bougy-Villars belief sich 1850 auf 304 Einwohner, 1900 auf 271 Einwohner. Nachdem die Bevölkerung bis 1960 auf 211 Einwohner abgenommen hatte, setzte seither eine rasche Bevölkerungszunahme mit einer Verdoppelung der Einwohnerzahl innerhalb von 40 Jahren ein.

## Wirtschaft
Bougy-Villars war bis Mitte des 20. Jahrhunderts ein vorwiegend durch die Landwirtschaft geprägtes Dorf. Noch heute spielt die Landwirtschaft als Erwerbszweig der Bevölkerung eine wichtige Rolle. Am gesamten Hang der Côte unterhalb einer Höhe von 550 bis 600 m ü. M. wird Weinbau betrieben. Auf der Höhe des Signal de Bougy herrschen Viehzucht und Ackerbau vor. Weitere Arbeitsplätze sind im lokalen Gewerbe und vor allem im Dienstleistungssektor vorhanden. In den letzten Jahrzehnten hat sich das Dorf dank seiner attraktiven Lage zu einer Wohngemeinde entwickelt. Viele Erwerbstätige sind deshalb Wegpendler.

## Verkehr
Die Gemeinde liegt zwar abseits der grösseren Durchgangsstrassen, ist aber verkehrstechnisch trotzdem gut erschlossen. Strassenverbindungen gibt es nach Rolle und nach Aubonne. Der Autobahnanschluss Rolle an der 1964 eröffneten A1 (Genf-Lausanne) ist rund 3 km vom Ort entfernt. Durch den Postautokurs, der von Rolle nach Aubonne verkehrt, ist Bougy-Villars an das Netz des öffentlichen Verkehrs angebunden.

## Geschichte
Die erste urkundliche Erwähnung des Ortes erfolgte im Jahr 996 unter dem Namen in villa Balgedelco. Später erschienen die Bezeichnungen Balgels, Balgeel (1052), Bougels und 1285 Bougy-Milon. Dieser Ortsname blieb bis Ende des 19. Jahrhunderts erhalten. Danach hiess die Gemeinde Bougy und seit 1953 Bougy-Villars.
Der Ort gehörte ursprünglich der Abtei Romainmôtier, aber auch das Zisterzienserkloster Bonmont hatte Grundbesitz in Bougy-Villars. Mit der Eroberung der Waadt durch Bern im Jahr 1536 kam das Dorf unter die Verwaltung der Kastlanei Mont-le-Vieux in der Vogtei Morges. Nach dem Zusammenbruch des Ancien Régime gehörte Bougy-Villars von 1798 bis 1803 während der Helvetik zum Kanton Léman, der anschliessend mit der Inkraftsetzung der Mediationsverfassung im Kanton Waadt aufging. 1798 wurde es dem Bezirk Aubonne zugeteilt.

## Sehenswürdigkeiten
Das kleine Dorf besitzt zwei Kirchen. Die erste Kirche entstand im 19. Jahrhundert etwas oberhalb des Dorfes, indem man eine ehemalige Käserei umbaute und mit einem Glockenturm versah. Weil diese Kirche zu Beginn des 20. Jahrhunderts von einem Erdrutsch bedroht war, wurde östlich des Dorfes eine neue Kirche im Tessiner Stil errichtet.
Im Ortskern sind einige charakteristische Weinbauernhäuser aus dem 17. bis 19. Jahrhundert erhalten.
Das 1902 erbaute Hotel du Signal auf der Höhe oberhalb von Bougy-Villars wurde abgerissen, um ein Freizeitgelände und eine öffentliche Parkanlage (Pré Vert) zu schaffen.

## Persönlichkeiten
- Sébastien Loeb, Motorsportler, derzeit wohnhaft in Bougy-Villars